# SMS Panther (1901)
La SMS Panther era una cannoniera della Kaiserliche Marine, appartenente alla classe Iltis. Dopo il 1919 rimase in servizio nella neonata Reichsmarine. La Panther, durante i suoi trent'anni di servizio, fu protagonista di diversi episodi storici, dall'incidente del Markomannia alla crisi venezuelana del 1902-1903, fino al cosiddetto caso Panther e alla crisi di Agadir.

## Servizio

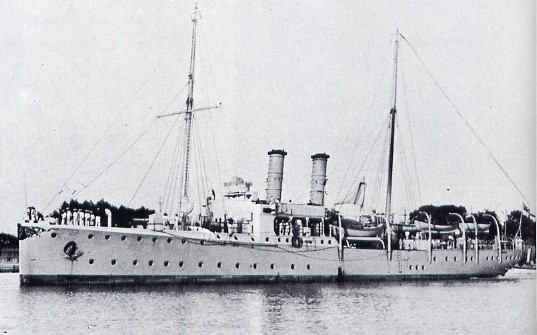
La Panther nel 1903

Nel settembre del 1902, durante l'incidente del Markomannia, dopo che la nave ribelle haitiana Crête-à-Pierrot dirottò la nave tedesca Markomannia e ne sequestrò il carico di armi per poi dirottarle al governo haitiano, la Germania inviò la Panther ad Haiti. La Panther trovò la nave ribelle e dichiarò che l'avrebbe affondata. L'ammiraglio Hammerton Killick, comandante della nave ribelle, dopo aver fatto evacuare l'equipaggio, si fece saltare in aria con la nave, assistito dal fuoco della Panther. Ci furono preoccupazioni su come gli Stati Uniti avrebbero visto questa azione nel contesto della Dottrina Monroe, ma nonostante la consulenza dell'ufficio legale del Dipartimento di Stato descrisse l'affondamento come "illegale ed eccessivo", il Dipartimento di Stato approvò l'azione e il New York Times dichiarò che: "era nel pieno diritto della Germania fare un po' di pulizia per proprio conto" ("Germany was quite within her rights in doing a little housecleaning on her own account").
In seguito, la Panther prese parte al blocco navale del Venezuela (la cosiddetta crisi venezuelana del 1902-1903), partecipando al bombardamento di Forte San Carlos, nei pressi di Maracaibo.
Nel 1905 la Panther arrivò nel porto brasiliano di Itajaí, dove il suo equipaggio condusse prima una ricerca non autorizzata e infine rapì un dissidente tedesco che si trovava sul suolo brasiliano. Questo incidente divenne noto come il caso Panther.

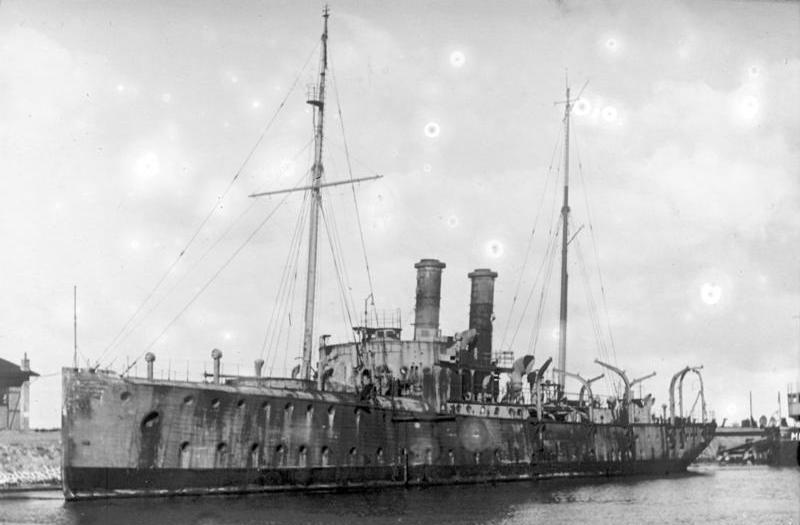
La Panther nel porto di Kiel, ottobre 1931, poco prima della demolizione

La Panther acquistò notorietà internazionale nel 1911 quando fu schierata nel porto marocchino di Agadir durante la crisi di Agadir. Tale mossa fu un tentativo di rafforzare la rivendicazione tedesca dei possedimenti francesi nell'Africa Equatoriale Francese. Da questa azione nacque il termine diplomazia delle cannoniere, che in seguito fu utilizzato soprattutto dai britannici. In origine si riferiva al dispiegamento di una cannoniera, ma in seguito il suo significato si estese a qualunque uso di armi atto a rafforzare una richiesta o domanda fatta diplomaticamente. Si può dire che la Panther contribuì ad aumentare le tensioni tra Germania e Francia che sfociarono poi nella prima guerra mondiale.
La Panther fu presumibilmente inviata a proteggere i cittadini tedeschi residente nel porto di Agadir, ma alla fine contribuì ad aumentare la pressione sui francesi nel loro tentativo di colonizzare il Marocco.
La Panther fu radiata il 31 marzo 1931 e in seguito venduta per essere demolita.